# خانه عبدالخالق کهفی
خانه عبدالخالق کهفی مربوط به دوره قاجار و در اردکان، خیابان امام خمینی، خیابان سینا، بن‌بست کهفی، پلاک ۶۴ واقع شده است. این اثر در تاریخ ۲۸ اسفند ۱۳۸۵ با شمارهٔ ثبت ۱۸۷۴۷ به‌عنوان یکی از آثار ملی ایران به ثبت رسیده‌است.